# Norbert Kuczyński
Norbert Kuczyński (ur. 14 października 1993) – polski kajakarz, wicemistrz Europy.

## Kariera sportowa
Był zawodnikiem Wiskordu Szczecin.
W 2016 zdobył brązowy medal mistrzostw Europy w konkurencji K-4 1000 metrów (z Bartoszem Stabno, Rafałem Rosolskim i Martinem Brzezińskim). W tej samej konkurencji został w 2017 wicemistrzem Europy (z Bartoszem Stabno, Rafałem Rosolskim i Martinem Brzezińskim).
W swoim najlepszym starcie na mistrzostwach Polski seniorów zajął 2. miejsce w konkurencji K-2 1000 metrów w 2016 i 3. miejsce w tej samej konkurencji w 2015.